# الجمعية الملكية للفنون الجميلة
الجمعية الملكية للفنون الجميلة هي جمعية غير حكومية وغير ربحية أسست عام 1979 في عمان بهدف تعزيز التعددية الثقافية وتشجيع الفن في الدول النامية. أنشات الجمعية المتحف الوطني للفنون الجميلة (الأردن).